# Representation of the People Act 1918

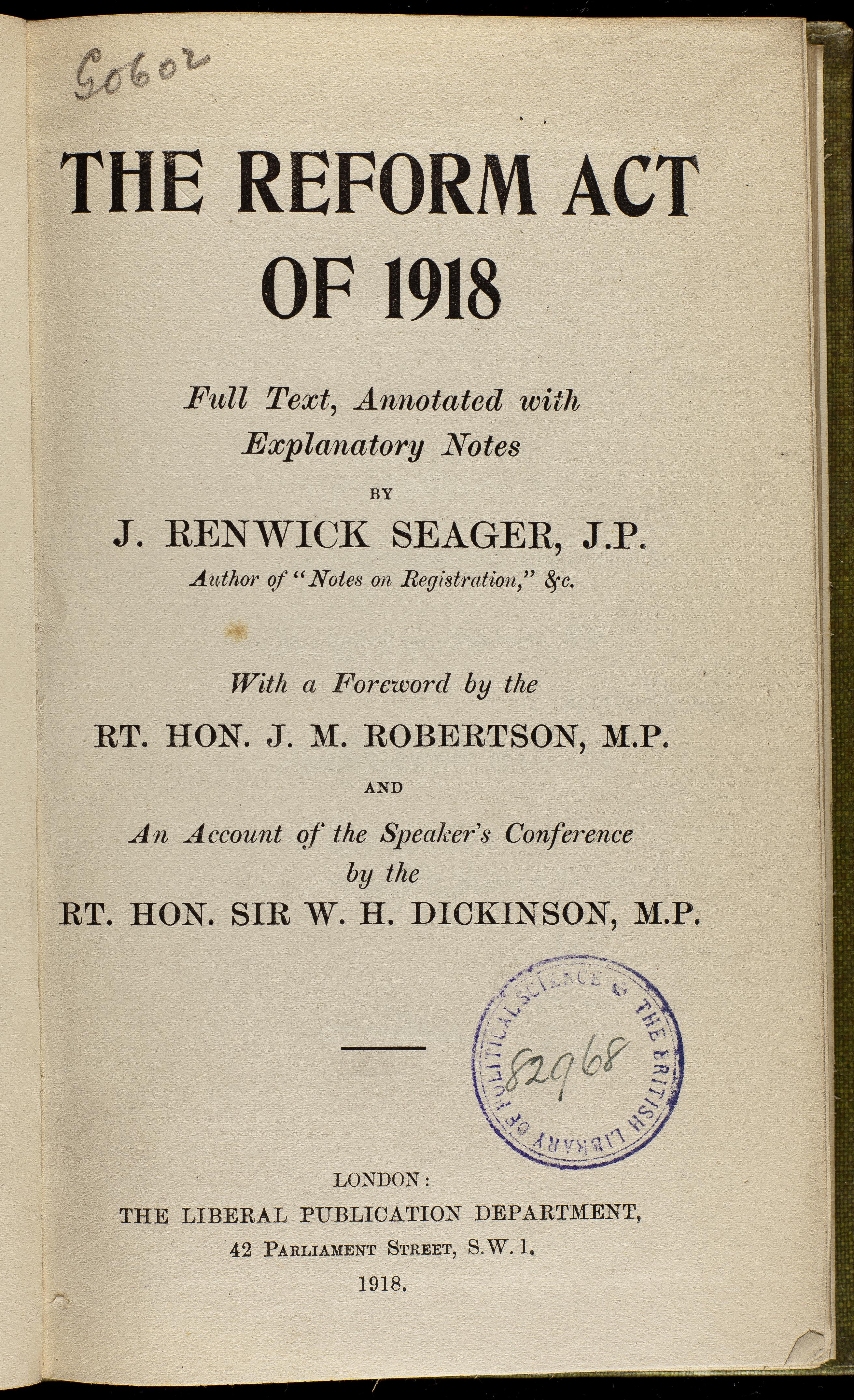
Representation of the People Act 1918

Das Gesetz Representation of the People Act 1918 wurde 1918 als ein Act of Parliament verabschiedet, um das Wahlsystem in Großbritannien und Irland zu reformieren. Es wird auch das vierte Reformgesetz (Fourth Reform Act) genannt. Das Gesetz weitete das Wahlrecht bei Parlamentswahlen auf Männer über 21 Jahren aus, unabhängig davon, ob sie Eigentum besaßen. Auch Frauen ab 30 Jahren, die im Wahlkreis ansässig waren und Land bzw. Einrichtungen besaßen, die einen Steuerwert von mehr als fünf Pfund hatten, oder deren Ehemänner diese Bedingung erfüllten, erhielten das Wahlrecht. Gleichzeitig erweiterte es das kommunale Wahlrecht, so dass nun auch Frauen über 21 Jahren zu gleichen Bedingungen wie die Männer wählen konnten.
Das Ergebnis des Gesetzes war, dass die männliche Wählerschaft von 5,2 Millionen auf 12,9 Millionen erweitert wurde. Die weibliche Wählerschaft betrug 8,5 Millionen. Das Gesetz regelte auch Wahlrechtsbestimmungen neu, so wurde der Wohnsitz in einem bestimmten Wahlkreis die Voraussetzung für die Stimmabgabe, es wurde das Wahl-Prinzip „first-past-the-post“ eingeführt (Der Kandidat mit einer Stimme Mehrheit gewinnt: „The winner takes it all“). Und die Verhältniswahl war abgelehnt.
Erst durch das Wahlreformgesetz von 1928, Representation of the People (Equal Franchise) Act 1928, erlangten die Frauen Gleichheit im Wahlrecht. Dieses Gesetz gab allen Frauen über 21 Jahren – ohne irgendeine Qualifikation durch Besitz – das Stimmrecht. Dies fügte dem Wählervolk weitere fünf Millionen Frauen hinzu.

## Hintergrund
Nach dem dritten Wahlreformgesetz von 1884, Third Reform Act, besaßen 60 % der männlichen Haushaltsvorstände über 21 Jahren das Wahlrecht. Nach dem bisherigen Wahlrecht waren 40 % der männlichen Bevölkerung nicht wahlberechtigt. Millionen von Soldaten, die aus dem Ersten Weltkrieg heimkehrten, wären nicht berechtigt gewesen, in der Parlamentswahl zu wählen. (Die letzte Wahl hatte im Dezember 1910 stattgefunden. Die für 1916 geplanten Wahlen waren aufgeschoben worden auf einen Zeitpunkt nach dem Krieg.)

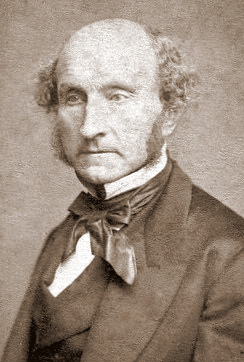
John Stuart Mill (1865)

Das Problem des Frauenwahlrechts wurde in der zweiten Hälfte des 19. Jahrhunderts immer dringlicher. 1865 traf sich die „Kensington Society“, ein Diskussionszirkel von Mittelklasse-Frauen, denen höhere Bildung verwehrt war, in der Wohnung einer indischen Akademikerin namens Charlotte Manning in Kensington. Nach einer Diskussion über das Wahlrecht wurde ein kleines informelles Komitee gebildet, um eine Petition zu entwerfen und Unterschriften zu sammeln. Dabei waren unter anderen Barbara Bodichon, Emily Davies und Elizabeth Garrett. 1869 publizierte John Stuart Mill seinen Essay The Subjection of Women (verfasst 1861), eines der frühesten Werke zu diesem Problem von einem männlichen Autor. Im Buch versucht Mill sein Anliegen der perfekten Gleichheit der Geschlechter darzustellen. Er spricht über die Rolle der Frauen in der Ehe und wie diese geändert werden müsse. Und er kommentiert drei Hauptfaktoren des Frauendaseins, das nach seinem Gefühl sie daran hindern würden: Die Gesellschaft und das Verhältnis der Geschlechter, Erziehung und Bildung und Heirat und Ehe. Er argumentierte, dass die Unterdrückung der Frauen eines der wenigen Überbleibsel der alten Zeiten sei, eine Gruppe von Vorurteilen, die ernstlich den Fortschritt der Menschheit verhinderte. Er war bereit dem Parlament eine Petition zu präsentieren, vorausgesetzt sie enthalte wenigstens 100 Unterschriften. Die erste Version wurde von seiner Stieftochter Helen Taylor entworfen.
Die Suffragetten und „Suffragistinnen“ hatten vor dem Krieg für das Frauenwahlrecht gekämpft. Aber sie fühlten, dass sich zu wenig geändert hatte, trotz der zum Teil gewalttätigen Proteste von Frauen wie Emmeline Pankhurst und der Women’s Social and Political Union.
Die Suffragistin Millicent Fawcett vermutete, dass 1917 das Problem des Frauenwahlrechts der Hauptgrund für die „Speaker’s Conference“ (Konferenz der Parteiensprecher) war. Sie protestierte über das Ergebnis der Altersbegrenzung, während sie anerkannte, dass es zu der Zeit eineinhalb Millionen mehr Frauen als Männer im Land gab und dass sogar die „friends of women's suffrage“ (männliche Freunde des Frauenwahlrechts) eine männliche Mehrheit zu behalten wünschten.
Die Debatten in beiden Häusern des Parlaments ergaben eine Mehrheit und Einigkeit über die Parteigrenzen hinweg. Der Home Secretary (Innenminister) George Cave mit seiner Konservativen Partei in der Regierungskoalition stellte das Gesetz vor:

“War by all classes of our countrymen has brought us nearer together, has opened men’s eyes, and removed misunderstandings on all sides. It has made it, I think, impossible that ever again, at all events in the lifetime of the present generation, there should be a revival of the old class feeling which was responsible for so much, and, among other things, for the exclusion for a period, of so many of our population from the class of electors. I think I need say no more to justify this extension of the franchise.”

„Die Kriegsteilnahme aller Klassen unserer Landsleute hat uns näher zusammengebracht, hat die Augen der Menschen geöffnet und Missverständnisse auf allen Seiten verschwinden lassen. Ich glaube, dass es unmöglich geworden ist, dass während all der Gelegenheiten in der Lebensspanne der gegenwärtigen Generation es ein Wiederaufleben des alten Klassenbewusstsein geben könnte, die für so vieles verantwortlich war. Und unter anderem für den Ausschluss von der Klasse der Wähler über lange Zeit von so vielen aus der Bevölkerung. Ich denke, dass ich nicht mehr zu sagen brauche, um die Ausdehnung des Wahlrechts zur rechtfertigen.“

## Bestimmungen des Gesetzes
Das neue Wahlgesetz von 1918 erhöhte die Wählerschaft, indem es praktisch alle Eigentumsqualifikationen für Männer abschaffte und den Frauen über 30, die geringe Qualifikationen hinsichtlich des Besitzes erfüllen mussten, das Wahlrecht gab. Das Stimmrecht für letztere wurde als Anerkennung für den Beitrag akzeptiert, den die weiblichen Arbeiter in der Kriegsrüstung geleistet hatten. Frauen waren jedoch politisch immer noch nicht den Männern gleichgestellt (die ja ab 21 Jahren wählen konnten); die volle Gleichheit bei der Wahl wurde in Irland 1922 erreicht, im Vereinigten Königreich gab es diese erst mit dem Wahlgesetz von 1928, dem Representation of the People (Equal Franchise) Act 1928.
Wichtige Bestimmungen des Gesetzes von 1918 waren:

1. Alle Männer über 21 Jahren erhielten das Stimmrecht in dem Wahlkreis, wo sie ihren Wohnsitz hatten. Männer, die während des Kriegsdienstes im Ersten Weltkrieg 19 Jahre alt geworden waren, durften auch wählen, sogar wenn sie noch unter 21 waren. Es gab jedoch einige Verwirrung darüber, ob sie dies vor oder nach ihrer Entlassung aus dem Dienst tun durften. Das Wahlgesetz von 1920 klärte dies in positiver Hinsicht, wenn auch erst nach der Allgemeinen Wahl von 1918.
2. Frauen über 30 Jahre erhielten auch das Stimmrecht, aber nur wenn sie Eigentümerinnen (oder Ehefrauen eines registrierten Eigentümers) von Land oder von Einrichtungen waren, die einen über fünf Pfund betragenden Steuerwert hatten, oder wenn sie ein Wohnhaus hatten. Sie mussten im Besitz der bürgerlichen Rechte sein. Sie durften sich auch beteiligen, wenn sie Akademikerinnen waren, die in einem Universitäts-Wahlkreis („University Constituency“) ihre Stimme abgaben.
3. Die Wahlkreisgrenzen wurden neu gezogen. Das Ziel war es, einen Wahlkreis pro 70.000 Einwohner in Großbritannien bzw. pro 43.000 Einwohner in Irland zu schaffen. Es entfielen 472 Wahlkreise auf England (+31), 36 auf Wales (+2), 74 auf Schottland (+2) und 105 auf Irland (+2). Die Boroughs von London wählten künftig 62 Abgeordnete (+3), andere Boroughs zusammen 258 (ein Nettogewinn von 33), die Counties 372 (−5) und die Universitäten 15 Abgeordnete (+6). Die Zahl der Unterhausabgeordneten erhöhte sich dadurch von zuvor 670 auf 707.[18]
4. Alle Abstimmungen für eine Wahl mussten an einem bestimmten Datum gehalten werden, statt wie früher über mehrere Tage hinweg in den unterschiedlichen Wahlkreisen.[19]

Das Gesetz fügte der Wählerschaft 8,4 Millionen Frauen sowie 5,6 Millionen Männer hinzu. Es war deswegen die umfangreichste Wahlgesetzreform, wenn man die Vergrößerung der Wählerschaft betrachtet.
Die Kosten, die durch die Wahlhelfer entstanden, wurden zum ersten Mal vom Finanzministerium übernommen. In der Zeit vor der Allgemeinen Wahl von 1918 waren die Verwaltungskosten auf die Kandidaten abgewälzt worden, die diese zusätzlich zu ihren sonstigen Ausgaben zu zahlen hatten.

## Politische Veränderungen

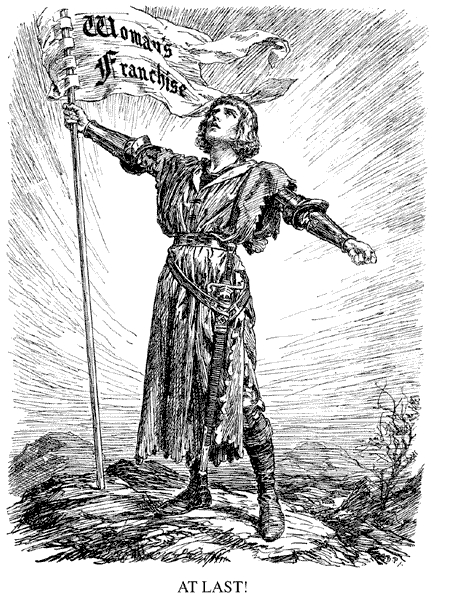
Endlich – Das Frauenwahlrecht ist da!

Die Größe der Wählerschaft verdreifachte sich von 7,7 Millionen, die 1912 zur Wahl berechtigt waren, auf 21,4 Millionen am Ende des Jahres 1918. Frauen hatten nun einen Anteil von 39,64 % an der Wählerschaft. Wären die Frauen unter den gleichen Bedingungen wie die Männer zur Wahl zugelassen worden, wären sie wegen der Kriegsverluste der Männer in der Mehrheit gewesen. Das Wahlalter von 30 Jahren war gewählt worden, da jeder Versuch, es niedriger anzusetzen, politisch nicht durchsetzbar war.
Ein Minister erklärte es kurz nach der Verabschiedung des Gesetzes so:
„(T)he reason why the age limit of thirty was introduced (was) in order to avoid extending the franchise to a very large number of women, for fear they might be in a majority in the electorate of this country. It was for that reason only, and it had nothing to do with their qualifications at all. No one would seriously suggest that a woman of twenty-five is less capable of giving a vote than a woman of thirty-five.“
(deutsch: Der Grund, warum die Altersgrenze von Dreißig eingeführt wurde, war die absichtliche Vermeidung des Wahlrechts für eine sehr große Zahl von Frauen, aus Angst, dass sie die Mehrheit in der Wählerschaft dieses Landes stellen könnten. Es geschah nur aus diesem Grund und hat überhaupt nichts mit ihrer Qualifikation zu tun. Niemand würde ernsthaft behaupten, dass eine Frau von Fünfundzwanzig weniger Fähigkeiten für die Wahl besitzt als eine Frau mit Fünfunddreißig.)
Zusätzlich zu den Wahländerungen richtete das Gesetz das gegenwärtige System ein, die gesamte Stimmabgabe bei einer Allgemeinen Wahl auf einen Tag zu legen. Zuvor war eine über einen Zeitraum von Wochen verteilte Stimmabgabe üblich (obwohl die Stimmabgabe selbst nur an einem Tag in jedem Wahlkreis abgehalten wurde). Weiterhin wurde die jährliche Wählerregistrierung eingeführt (Electoral Register).

## Abstimmungsergebnisse
Das Wahlgesetz „Representation of the People Act“ wurde am 19. Juni 1917 mit einer Mehrheit von 385 zu 35 Stimmen im Unterhaus verabschiedet. Nun musste das Gesetz noch das Oberhaus passieren, aber Lord Curzon, der Präsident der National League for Opposing Woman Suffrage (Nationale Vereinigung für Opposition gegen das Frauenwahlrecht) wollte keinen Zusammenstoß mit den Unterhausmitgliedern haben und opponierte nicht gegen das Gesetz. Viele weitere Opponenten des Gesetzes unter den Lords verloren ihren Mut, als er sich weigerte als ihr Sprecher zu handeln. So ging das Gesetz mit 134 zu 71 Stimmen durch.

## Folgen und Auswirkungen

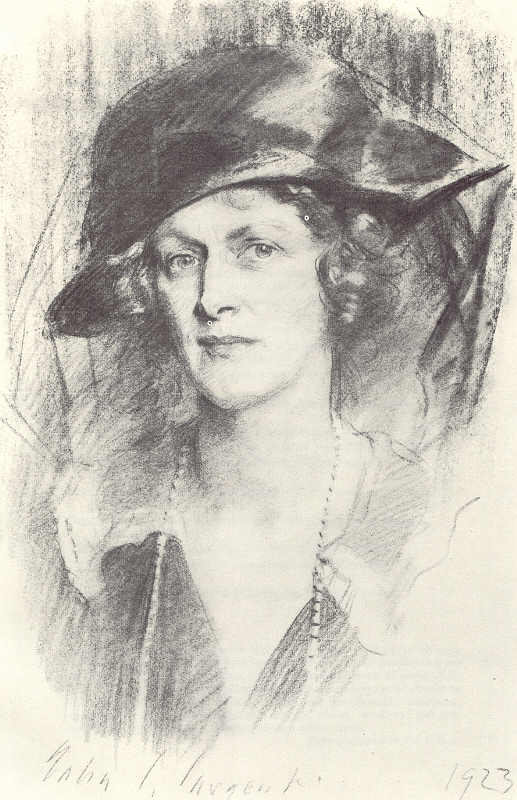
Nancy Astor, die erste Unterhausabgeordnete (1919)

Die erste Wahl, die nach dem neuen System abgehalten wurde, war die Allgemeine Wahl von 1918. Die Abstimmung fand am 14. Dezember 1918 statt, aber die Stimmenauszählung begann erst am 28. Dezember 1918. Nachdem dieses Gesetz 8,4 Millionen Frauen das Stimmrecht gegeben hatte, wurde im November 1918 das „Qualifikationsgesetz für Frauen“ („Parliament (Qualification of Women) Act 1918“) verabschiedet, das den Frauen erlaubte, ins Parlament gewählt zu werden. Mehrere Frauen kandidierten 1918 für die Wahl zum Unterhaus, aber nur eine, die Sinn-Féin-Kandidatin für „Dublin St. Patrick's“, Constance Markievicz, wurde gewählt; sie nahm jedoch ihren Sitz in Westminster nicht ein und war stattdessen Abgeordnete in der Dáil Éireann (der ersten Dáil) in Dublin. Die erste Frau, die am 1. Dezember 1919 einen Unterhaussitz einnahm, war Nancy Astor, die als Parlamentsmitglied der „Coalition Conservative“ für „Plymouth Sutton“ am 28. November 1919 gewählt wurde.
Als Parlamentsmitglieder bekamen Frauen auch das Recht, Ministerinnen in der Regierung zu werden. Die erste Frau im Kabinett und Privy Council war Margaret Bondfield, Arbeitsministerin von 1929 bis 1931.
Es gab einige Begrenzungen im neuen Wahlgesetz: Es schuf kein komplettes System des Grundsatzes „One person, one vote“ (Eine Person, eine Stimme), also der politischen Gleichheit. Sieben Prozent der Bevölkerung erfreuten sich einer Mehrfachstimme (plural vote) bei der 1918er Wahl. Es waren meistens Männer der Mittelklasse, die eine Extrastimme aufgrund des Universitäts-Wahlkreises (University Constituency) hatten. Dieses Gesetz hatte die Universitätsstimmen durch die Schaffung von Sitzen für „Kombinierte Englische Universitäten“ (Combined English Universities) noch erhöht. Oder sie hatten eine Stimme durch einen Firmensitz in einem anderen Wahlkreis. Das Wählen in mehreren Wahlkreisen wurde erst durch das Wahlgesetz von 1948 (Representation of the People Act 1948) verboten. Es gab natürlich noch die deutliche Ungleichheit zwischen dem Stimmrecht der Männer und Frauen: Frauen konnten erst wählen, wenn sie das Alter von 30 Jahren erreicht hatten.